# Hasbaya
Hasbaya (arabisch حاصبيا, DMG Ḥāṣibayyā) ist eine Stadt im Libanon, am Fuße des Bergs Hermon. Hasbaya blickt auf ein Amphitheater und den Fluss Hasbani. Im Jahr 1911 lag die Bevölkerung bei etwa 5000.
Hasbaya ist die größte Stadt in Wadi El Taym, einem fruchtbaren Tal, parallel zum Westfuß des Berges Hermon. Die vom Hasbani-Fluss bewässerten niedrigen Hügel des Wadi El Taym sind mit Reihen von Olivenbäumen bedeckt, der wichtigsten Einnahmequelle des Landes. Die Dorfbewohner produzieren auch Honig, Weintrauben, Feigen, Kaktusfeigen, Pinienkerne und andere Naturprodukte.

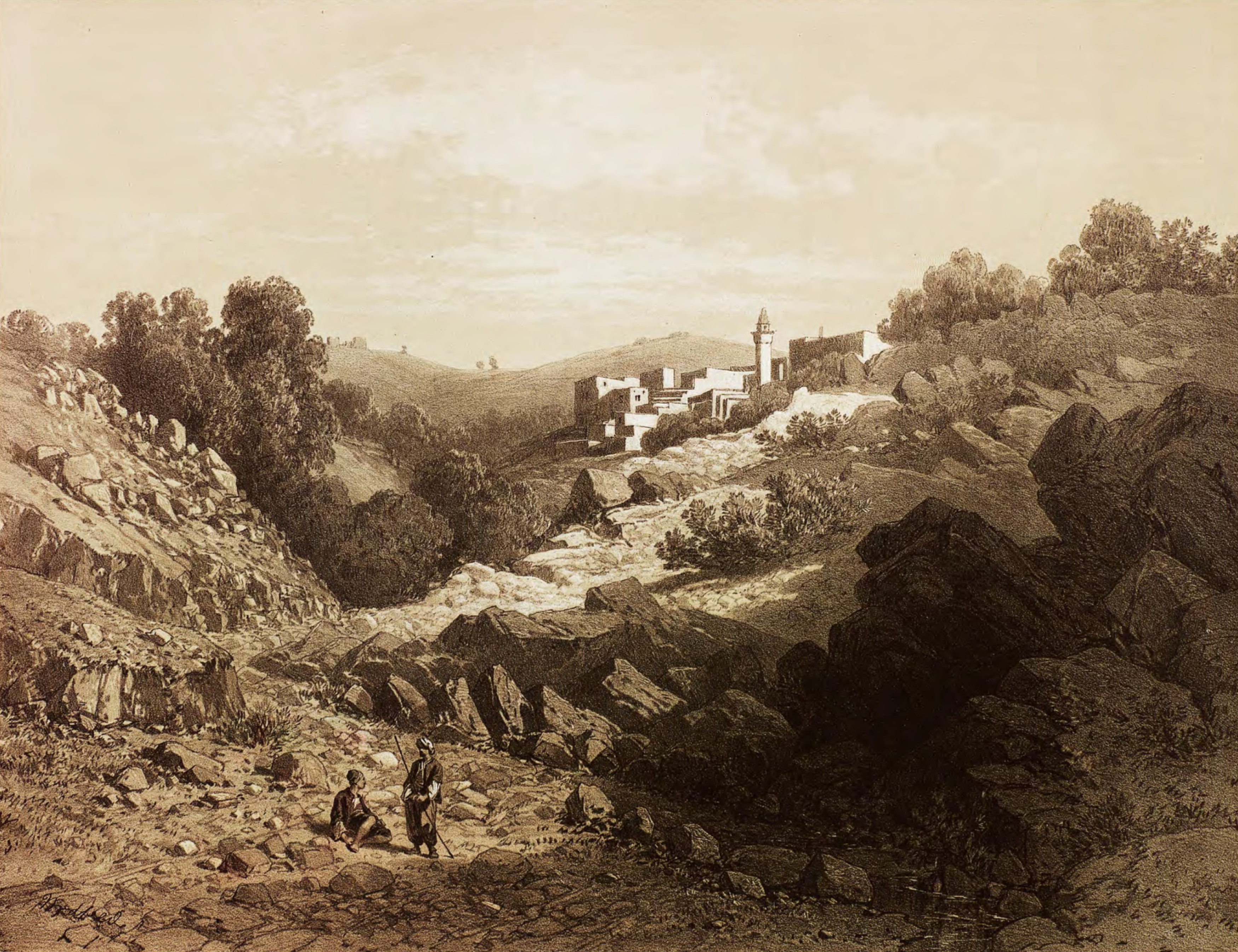
Zeichnung von Hasbaya, Van de Velde, 1857

## Persönlichkeiten
- Faris al-Khoury, syrischer Ministerpräsident (1944–1945, 1954–1958)
- Emir Chalid Schihab, libanesischer Premierminister (1937, 1952–1953), Finanzminister (1927–1928), Abgeordneter und Sprecher des Parlaments (1936–1937).[1]
- Assad Kotaite, Bediensteter der Internationalen Zivilluftfahrtsorganisation, Generalsekretär (1970–1976) und Ratsvorsitzender (1976–2006)
- Faris Nimr, (1856–1951), libanesischer Journalist und Denker
- Firas Hamdan, einer von 12 unabhängigen Politikern, die in den Anti-Regierungsprotesten 2019 Bekanntheit erlangten.[2] Hamdan wurde 2020, Tage nach der Explosion am Hafen Beiruts, bei einer Demonstration von einer Bleipatrone getroffen.